# IKA・トリノ
IKA・トリノ（IKA Torino、後にルノー・トリノ：Renault Torino）は、インドゥストリアス・カイゼル・アルヘンティーナ（IKA）が1966年にアメリカン・モーターズ（AMC）との契約の下で製造を始めた中型乗用車である。
1966年のトリノはIKA社の重要な国産車であったが、会社は最終的に1975年にルノーに買収されてルノー・アルゼンチナ S.A. に改組された。トリノは4ドア・セダンと2ドア・クーペの両ボディタイプで1981年まで一貫してAMCの同一プラットフォームを使用して生産された。この車はアルゼンチンの国民車と呼ばれた。

## 構造
トリノはAMCの1964 - 65年モデルのランブラー・アメリカン（Rambler American）に専用デザインの前後ボディパネルを取り付けたアルゼンチン製混血車から始まった。ユニークな点はトリノの前部モノコックの「フレームレール」は、より大型の1963 - 64年モデルのランブラー・クラシック（Rambler Classic）からの流用で、当時のアルゼンチンの荒れた路面状況に適合するように車体前端を重くしており、アメリカンとは異なりトリノは 1 in 長い2723 mm (107-in) のホイールベースを採用していた。エンジンはAMC由来のものを使用したことは無かったが、この車の基本プラットフォームは生産が続く間はAMCのものを使用していた。AMCの面一型ドア・ハンドルの採用といったような改良が年々施されていたが、トリノはほぼ全てを国産部品を使用して製造され、使用する輸入部品は極僅かであった。

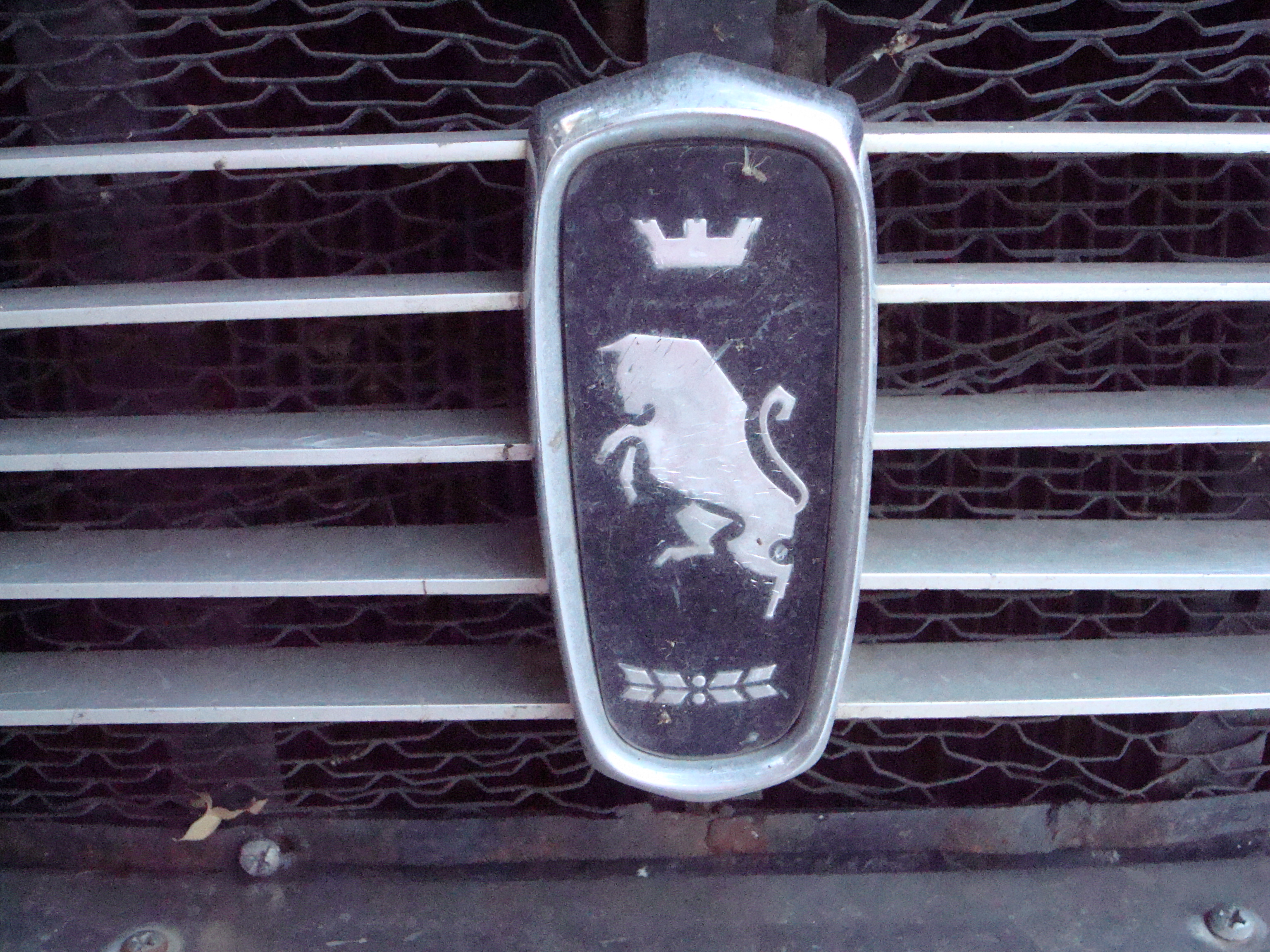
トリノのロゴ

この車のバッジはトリノの紋章を基にしていた。フェラーリの「跳ねる馬」のシンボルを真似た後脚で立ち上がる牡牛がシンボルマークであった。このアルゼンチン製の車の前後の顔付きと内装は、この車をアルゼンチンの大衆に向けてよりアピールするように、米国車臭さを感じさせないようにピニンファリーナに在籍していたイタリア人カーデザイナーの手でヨーロッパ調にデザインし直された。スタイリングに加えられた手直し、ユニークな内装と豪華な室内装備品によりトリノは真にアルゼンチンの国産車となった。
1970年から1976年の間トリノは「高級車」として販売され、その所有者にはフィデル・カストロ、レオニード・ブレジネフやムアンマル・アル＝カッザーフィーらがいた。
1977年から最上級モデルはツーリング・セダンのトリノ グラン ルーティエ（Torino Grand Routier）となり、1978年（IKA社がルノー・アルゼンチナになった時）には全モデルが幾つかの外板とデザインの変更を受けたが、ドアの様な主要なボディパネルは継続して使用された。新しいモデルは全長が多少長くなり、後にセダンは以前の後面ガラスが側面に回りこんでいるものから側面全てをC-ピラーが覆うように変更された。
全盛期には20種類以上のモデルを揃えていたトリノも最後の年には僅か2モデル（グラン ルーティエ GR セダンとZX クーペ）しか用意されなかった。

## エンジン
AMC製のエンジンを使用せずにトリノは、元々カイザー・モーターズ（Kaiser Motors）が1963年に新型のピックアップトラックのジープ・グラジエーターと四輪駆動車のワゴニア用に開発した3.77 L (230 cu in OHC 直列6気筒のジープ・トーネード エンジン（Jeep Tornado engine）を搭載していた。このエンジンはアルゼンチンで製造され、この車の国産部品自給率を向上させていた。1966年11月30日にブエノスアイレスのオスカル・ガルベス・サーキット（毎年F1のレースが開催されていた）でトリノが発表された時には、3.0 L エンジンに3速マニュアルトランスミッション（MT）の4ドア・セダン、ホーリー製キャブレター付き3.0 L エンジンにZF製4速MTの2ドア・クーペと水平に3連で装着されたウェーバー製2バレル・キャブレターを持つ排気量を拡大された3.77 L エンジンを搭載する最上級の「"380W"」といった3つのモデルが用意されていた。3.77 L エンジンは215 hp (160 kW) の出力を発揮し、380Wを最高速度205 km/h (127 mph) で走らせた。

## レース
トリノはアルゼンチンでは成功作となり、発売された当初は著名なスポーツカーに伍して国際的なレースにも頻繁に参加した。最も重要なレースは、トリノが3位に入った1969年の「ニュルブルクリンク 84時間耐久レース」(en: Liège–Rome–Liège) であった。
現在でもトリノは、「ツーリズモ・カレテーラ」（"Turismo Carretera"）、「"TC4000"」や「ツーリズモ・ゾナール」（"Turismo Zonal"）といったカテゴリーのレースに参加している。

## 遺産
1970年代の終わりにはトリノはフランスのルノー社が製造する唯一の非ルノー車であり、最後のフロントエンジン/後輪駆動車であると考えられ、これは同社の中で稀な形式であった。アルゼンチン人の多くはトリノを国民車と考え、チューニング業界の隆盛と共に人気となり、現在でも部品の入手は可能で愛好家のクラブも多数活動している。